# Fiorentino (nome)
Fiorentino  è un nome proprio di persona italiano maschile.

## Varianti
- Maschili: Florentino
- Femminili: Fiorentina, Florentina

### Varianti in altre lingue
- Asturiano Florin[2]
- Basco: Polendin[2]
- Catalano: Florentí[2]
- Francese: Florentin[3]
  - Femminili: Florentine[4]

- Latino: Florentinus[1][3][5]
  - Femminili: Florentina[4][5]
- Polacco: Florentyn
  - Femminili: Florentyna

- Russo: Флорентин (Florentin)
- Spagnolo: Florentino[2][3], Florentín[2]
  - Femminili: Florentina[4][5]

## Origine e diffusione
Deriva dal nome latino Florentinus; secondo alcune fonti, si tratta di un derivato del nome Florentius, in forma di patronimico ("appartenente a Fiorenzo", "discendente di Fiorenzo") o anche semplicemente come suo diminutivo, mentre secondo altre si tratta di un etnonimo riferito alla città di Firenze (quindi letteralmente "proveniente da Firenze", "fiorentino").
In Spagna la forma femminile Florentina gode ancora di un certo uso grazie al culto di santa Fiorentina.

## Onomastico
Più santi hanno portato questo nome; l'onomastico può essere festeggiato in memoria di uno qualsiasi di loro, alle date seguenti:
- 14 febbraio, san Fiorentino, martire con Flaviano e Modestino ad Avellino[7]
- 24 febbraio, beata Florentina Nicol Goñi, cofondatrice delle missionarie domenicane del rosario[8]
- 9 agosto, beato Florentino Asensio Barroso, vescovo e martire a Barbastro[8]
- 9 agosto, beato Fiorentino Felipe Naya, religioso scolopio, martire ad Azanuy[7]
- 23 agosto, beato Fiorentino Pérez Romero, martire presso Vallibona[7]
- 28 agosto, santa Fiorentina, sorella dei santi Isidoro, Leandro e Fulgenzio, badessa ad Écija[7]
- 27 settembre, san Fiorentino o Florenziano, martire con sant'Ilario a Brémur sotto i Vandali[7]
- 16 dicembre, beato Onorato da Biała, al secolo Florentyn Wacław Koźmiński, religioso cappuccino[9]

## Persone
- Fiorentino di Salm-Salm, principe di Salm-Salm
- Fiorentino Palmiotto, scacchista italiano
- Fiorentino Sullo, politico italiano

### Varianti Florentino
- Florentino, funzionario romano

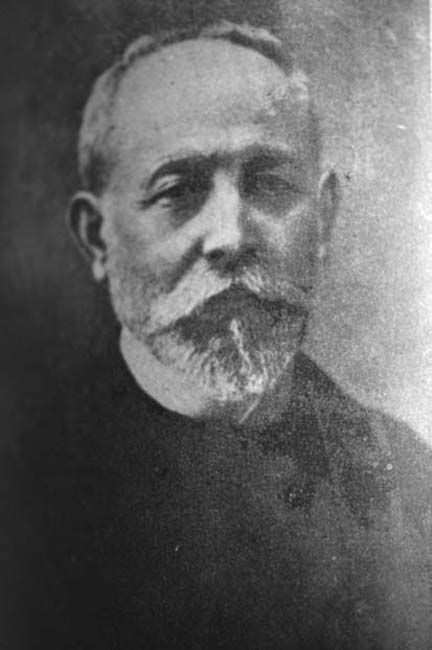
Florentino Ameghino

- Florentino Álvarez Mesa, scrittore e politico spagnolo
- Florentino Ameghino, naturalista, zoologo, paleontologo e antropologo argentino
- Florentino Asensio Barroso, vescovo cattolico spagnolo
- Florentino Pérez, politico e imprenditore spagnolo

### Varianti Florentin
- Florentin Bonnet, aviatore francese
- Florentin Petre, calciatore rumeno
- Florentin Pogba, calciatore guineano

### Varianti femminili
- Fiorentina di Cartagena, religiosa spagnola
- Florentine Rost van Tonningen, politica olandese

## Il nome nelle arti
- Florentino Ariza è un personaggio del romanzo di Gabriel García Márquez L'amore ai tempi del colera, e dell'omonimo film da esso tratto del 2007, diretto da Mike Newell.